# 天貓座12
天貓座12，又名BD+59 1015，HD 48250、SAO 25939、HR 2470，是天貓座的一颗恒星，视星等为4.87，位于銀經156.31，銀緯22.48，其B1900.0坐标为赤經6h 37m 24s，赤緯+59° 22.48′ 34″。